# Roger Kennerson
Roger Kennerson ist ein ehemaliger britischer Eiskunstläufer, der im Eistanz startete.
Seine Eistanzpartnerin war Yvonne Suddick. Mit ihr zusammen nahm er im Zeitraum von 1964 bis 1966 an Welt- und Europameisterschaften teil. Bei Europameisterschaften gewannen Suddick und Kennerson 1964 und 1965 die Bronzemedaille und 1966 die Silbermedaille. Bei Weltmeisterschaften war ihr bestes Ergebnis der vierte Platz, den sie 1964 und 1966 belegten.

## Ergebnisse

### Eistanz
(mit Yvonne Suddick)
| Wettbewerb / Jahr         | 1964 | 1965 | 1966 |
| ------------------------- | ---- | ---- | ---- |
| Weltmeisterschaften       | 4.   | 6.   | 4.   |
| Europameisterschaften     | 3.   | 3.   | 2.   |
| Britische Meisterschaften |      | 2.   | 2.   |